# 러브 라이브! 니지가사키 학원 스쿨 아이돌 동호회
《러브 라이브! 니지가사키 학원 스쿨 아이돌 동호회(일본어: ラブライブ! 虹ヶ咲学園 スクールアイドル同好会)》는 일본의 아이돌 프로젝트인 러브 라이브!의 세번째 프로젝트이다. 2020년에는 애니메이션이 제작되어 방영되었다. 2022년부터 제2기가 방영되었다.

## 등장인물

### 니지가사키 학원 스쿨 아이돌 동호회
- 타카사키 유우 (高咲侑)

성우: 야노 히나키
이미지 컬러:      검정
고등학교 2학년이자 니지가사키 동호회의 매니저 역할을 맡고 있으며 아유무의 소꿉친구이다.
아유무와 모두의 꿈을 응원하며 모두를 돕고 있고 성격 또한 활발하고 밝으며 사려
깊다.
- 우에하라 아유무 (上原歩夢)

성우: 오오니시 아구리
이미지 컬러:      연분홍색
애니의 주인공이자 고등학교 2학년.착하고 상냥한 성격이며 유우와는 소꿉친구이다.순하고 상냥
하지만 유우와 관련된 거라면 얀데레가 된다.
- 나카스 카스미 (中須かすみ)

성우: 사가라 마유
이미지 컬러:      연노란색
귀여운 고등학교 1학년.겉으론 귀엽고 순둥해 보이지만 못된 계획을
세우고 있는 하라구로.스쿨 아이돌 부의 부장이다.
- 오사카 시즈쿠(桜坂しずく)

성우: 마에다 카오리
이미지 컬러:      물색
야무지고 착실한 우등생인 고등학교 1학년.연극부에 소속되어있으며
우등생이지만 이과 과목엔 약하다.
- 아사카 카린 (朝香果林)

성우: 쿠보다 미유
이미지 컬러:      로열 블루
몸매 좋고 쿨한 고등학교 3학년.언뜻 보면 멋있지만 사실 공부를 못한 바보에,길을 잘 못 찾기
도 하는 반전매력이 있다.
- 미야시타 아이 (宮下愛)

성우: 무라카미 나츠미
이미지 컬러:      울트라 오렌지
말장난을 좋아하는 고등학교 2학년.스쿨 아이돌로서 운동도 잘하고,공부도 잘하며(특히 이과 과목)성격도 활발하고 정이
많고,사교성도 좋고 꾸미기도 잘해 고민이 없어 보이는 캐릭터(...)이다.
- 코노에 카나타 (近江彼方)

성우: 키토 아카리
이미지 컬러:      보라
- 유키 세츠나 (優木せつ菜)

성우: 쿠스노키 토모리
이미지 컬러:      다홍색
본명은 나카가와 나나(中川菜々).
- 엠마 베르데 (エマ・ヴェルデ)

성우: 사시데 마리아
이미지 컬러:      연녹색
러브라이브 시리즈 중 최초의 순수 외국인이다.
- 덴노지 리나 (天王寺璃奈)

성우: 다나카 치에미
이미지 컬러:      하양
- 미후네 시오리코 (三船栞子)

성우: 코이즈미 모에카
이미지 컬러:      비취
- 미아 테일러 (ミア・テイラー)

성우: 우치다 슈
이미지 컬러:      플래티넘 실버
- 쇼우 란쥬 (鐘嵐珠)

성우: 호모토 아키나
이미지 컬러:      핑크 골드

## TV 애니메이션

### 제작진
- 원작: 야타테 하지메(矢立 肇)
- 원안: 키미노 사쿠리코(公野櫻子)
- 감독: 카와무라 토모유키(河村智之)
- 시리즈 구성: 타나카 히토시(田中 仁)
- 캐릭터 디자인: 요코타 타쿠미(横田拓己)
- 애니메이션 제작: 선라이즈(サンライズ)
- 제작: 2020 프로젝트 러브 라이브! 니지가사키 학원 스쿨 아이돌 동호회(2020 プロジェクトラブライブ！虹ヶ咲学園スクールアイドル同好会)